# Jaime Estrada Medranda
Jaime Estrada Medranda (Manta, 3 de marzo de 1985) es un político y dirigente deportivo ecuatoriano.

## Trayectoria en el fútbol

### Presidente de club
Jaime Estrada Medranda es hijo de Jaime Estrada Bonilla, político y fundador del Manta FC en 1998.
Estrada Medranda asumió la presidencia del club en el año 2010, convirtiéndose en el presidente más joven de un equipo en el fútbol en Ecuador.
En el 2013 renuncia momentáneamente como presidente del Manta FC ante la FEF, aunque siguió ejerciendo esas funciones, lo hizo para poder ser habilitado como futbolista del equipo.

### Futbolista
Hizo categorías inferiores en el Manta FC, aunque no había llegado a primera ya que se dedicó a sus estudios y posteriormente a gestiones empresariales. El 2013, teniendo 28 años y ejerciendo simultáneamente las labores de presidente, se une al equipo profesional.
Debutó el 9 de marzo de 2013 en la Serie A de Ecuador, entrando al minuto 84 y al primer y único balón que tocó, anotó el 4-0 definitivo sobre El Nacional. Cuatro días después jugó su segundo y último partido como futbolista antes de volver oficialmente a ser presidente del club, en la derrota 1-0 frente a Emelec (club que posteriormente fue campeón del torneo), Estrada entró al cambio los últimos segundos del partido.
Como futbolista profesional, jugó aproximadamente 7 minutos y anotó un gol. Posteriormente continuó sus actividades como presidente del club.

### Directivo de federación nacional
En 2019 es electo vicepresidente de la Federación Ecuatoriana de Fútbol siendo binomio del presidente Francisco Egas.

## Carrera política
Medranda se postuló como candidato a la Alcaldía de Manta en las elecciones municipales del 5 de febrero de 2023, donde obtuvo el segundo lugar. Posteriormente, en las elecciones legislaticas de 2025, se postuló como candidato a asambleísta por el Distrito Sur de Manabí, representando al Movimiento Revolución Ciudadana, en la cual obtuvo un curul.